# 四氟硼酸重氮苯
四氟硼酸重氮苯是重氮苯的四氟硼酸盐，化学式为C6H5N2BF4。

## 制备与反应
四氟硼酸重氮苯可由苯胺在氟硼酸的存在下进行重氮化反应制得。
它在121~122 °C分解，生成氟苯：
C6H5N2BF4 → C6H5F + N2↑ + BF3↑
它和亚硝酸钠在铜催化下反应，得到硝基苯：
C6H5N2BF4 + NaNO2 → C6H5NO2 + N2↑ + NaBF4